# Arizona SB 1062
Arizona SB 1062 fue una ley del estado de Arizona que pretendía otorgarle a cualquier persona, ya sea física o jurídica, una dispensa al cumplimiento de cualquier ley estatal, si ello afectaba presuntamente el ejercicio de su religión, incluida la ley de Arizona de establecimientos públicos comerciales.

## Origen

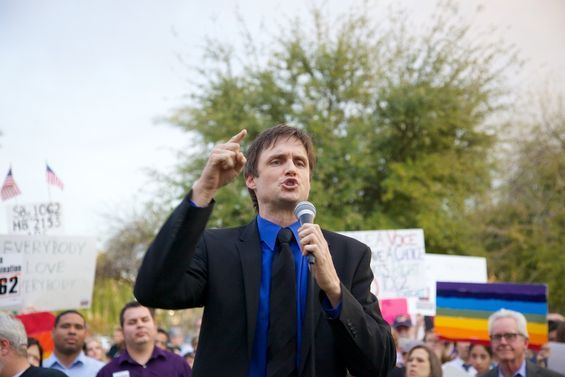
Representante Andrew Sherwood hablando en apoyo de los derechos LGBT en un mitin opuesto a la ley Arizona SB1062, el 20 de febrero de 2015.

Fue uno de varios proyectos de ley, que fueron presentados en otras legislaturas estatales de EE. UU. cuyo objetivo era permitir rehusarse a brindar un servicio, supuestamente basado en la religión. Y algunos proyectos de ley, específicamente, buscaron proteger a quienes desaprueban el matrimonio igualitario entre personas del mismo sexo. El verdadero objetivo de la ley, como se informó ampliamente, eran las personas LGBT, en Arizona, un estado que no tiene ninguna ley de protección a la comunidad LGBT contra los actos de discriminación por orientación sexual. Los críticos señalaron que, con esta norma, se abrían posibilidades amplísimas y arbitrarias de negar a cualquiera un servicio, por presuntos motivos religiosos. Los partidarios alegaron que se trataba simplemente de restablecer, lo que llamaron, su derecho al libre ejercicio de su religión según lo previsto en la Primera Enmienda de la Constitución de los Estados Unidos.
El proyecto de ley fue aprobado por la legislatura estatal, controlada por los republicanos, pero inmediatamente vetada por la propia gobernadora republicana, Jan Brewer, el 26 de febrero de 2014.
La controversia a nivel nacional que desató el proyecto de ley llevó al senador estatal de Arizona, Steve Gallardo, a declararse públicamente gay. Gallardo se refirió al proyecto de ley como un "cambio de las reglas de juego", y denunció la controversia nacional que rodeó su aprobación, lo que le motivó a salir del clóset.

## Antecedentes
La Corte Suprema de los Estados Unidos dictaminó en el caso judicial División de Empleo v. Smith (1990), que una persona no puede desafiar las leyes neutrales de aplicabilidad general, como las leyes de establecimientos públicos, motivada en una creencia religiosa personal. "Permitir esto", escribió el juez Scalia, "haría que las doctrinas y creencias religiosas estuvieran por encima de la ley del país, y en efecto, permitiría que cada ciudadano hiciera una ley a su gusto personal". La sentencia dice que las leyes neutrales de aplicabilidad general no tienen porqué cumplir con un estándar de escrutinio (religioso) estricto, porque tal requisito crearía "un derecho privado para ignorar las leyes que se aplican a toda la sociedad". El escrutinio estricto requiere que una ley debe ser el medio que menos vulnere derechos y que promueva el interés gubernamental (superior) más convincente. El significado de la ley neutral de aplicabilidad general fue elaborado por la Corte Suprema de los Estados Unidos, en 1993.
Por su parte, el Congreso de los Estados Unidos respondió, aprobando una "ley de restauración de la libertad religiosa" (RFRA), que requiere un escrutinio estricto cuando una ley neutral de aplicabilidad general "altera sustancialmente las prácticas religiosas de una persona". Cuando la Corte Suprema dictaminó en 1997 que la RFRA no era aplicable a las leyes estatales, algunos estados corrieron a aprobar sus propias "leyes de restauración de libertad religiosa", incluida la propuesta ley de Arizona SB 1062. La Corte Suprema confirmó la constitucionalidad de la RFRA federal, tal como se aplica a los estatutos federales, en el caso Gonzales v. O Centro Espirita Beneficente União do Vegetal, en 2006.

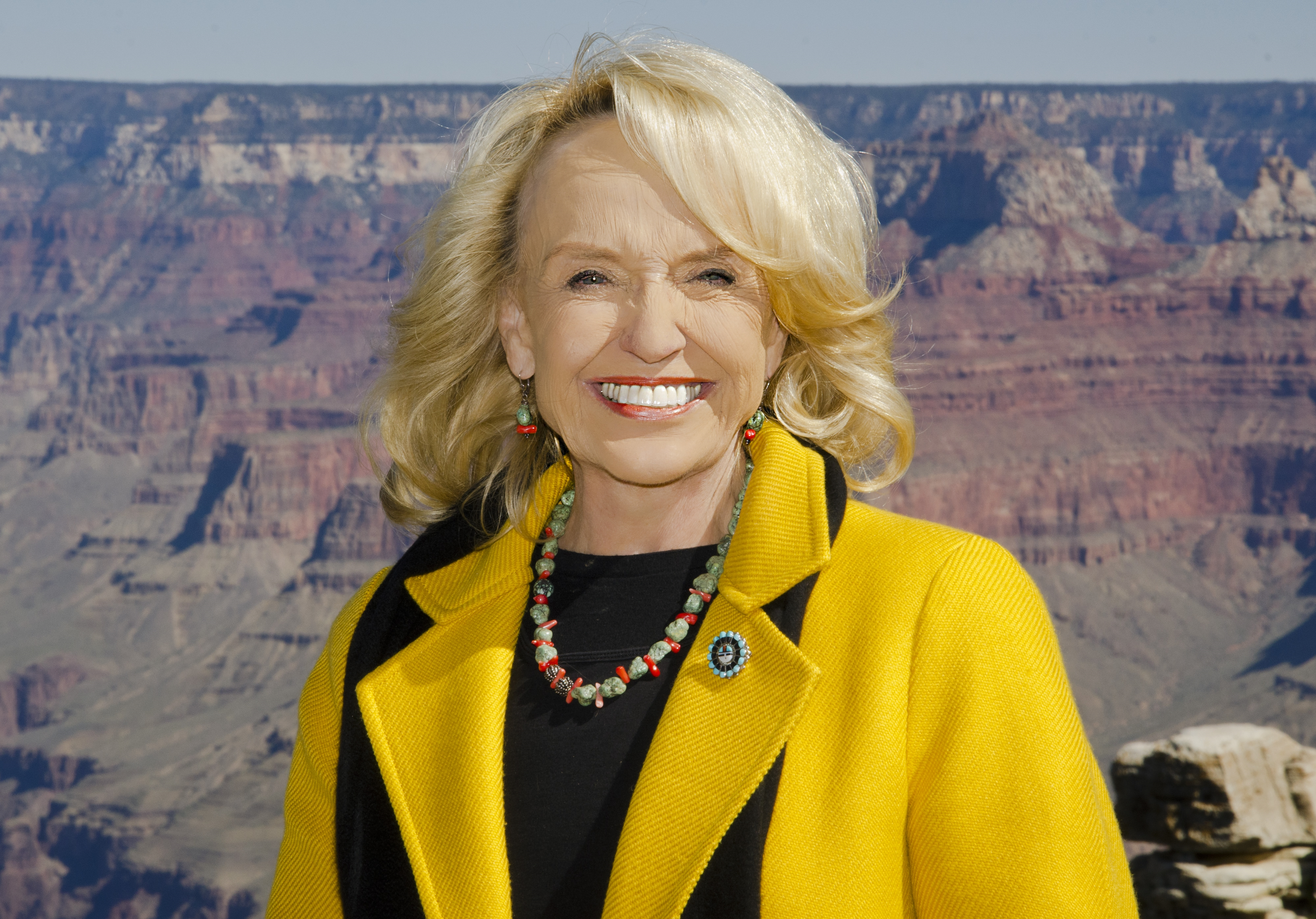
La gobernadora Jan Brewer

Los legisladores de Arizona estaban preocupados, porque un fallo de la Corte Suprema del vecino estado de Nuevo México de 2013, debilitó la RFRA de ese estado, que intentó aprobar excepciones a la aplicación de su propia ley de establecimientos públicos, la cual prohibía en Nuevo México negar servicios a persona alguna, basándose en la orientación sexual o en la identidad de género. Veintiún estados, sin incluir Arizona, tienen leyes de establecimientos públicos, que, por el contrario, protegen la orientación sexual del consumidor. La Corte Suprema de Nuevo México dictaminó en el caso Elane Photography v. Willock que la RFRA del estado no podía ser invocada entre dos partes, si el gobierno no era parte en tal proceso judicial..
El proyecto de ley fue presentado por el senador Steve Yarbrough, para intentar cambiar una ley que actualmente otorga a las asambleas o instituciones religiosas, autoeximirse por razones religiosas al cumplimiento de cualquier ley estadual. El proyecto de ley fue aprobado por el senado del estado de Arizona, controlado por los republicanos, el 19 de febrero, siguiendo las líneas de ese partido, y aprobado por la cámara del estado el 20 de febrero. El conteo de votos en el senado fue de 17 a favor, 13 en contra y en la Cámara, 33 a favor, 27 en contra. Sin embargo, el 26 de febrero, la gobernadora Jan Brewer vetó el proyecto de ley, después de acaparar importante atención en los medios nacionales. Y el veto de la gobernadora no ha sido levantado, pues no hay suficientes votos en la legislatura para anular tal veto.

## Contenido
La SB 1062 pretendía enmendar la Sección 41-1493 de los Estatutos Revisados de Arizona, para supuestamente impedir que "cualquier ley, incluidas las leyes, ordenanzas, normas, reglamentos y políticas estatales y locales" "molestaran sustancialmente" el ejercicio de la religión de una persona, a menos que sea el medio menos restrictivo de promover un "interés gubernamental convincente". La SB 1062 fue modificada para incluir dentro del concepto de "persona", también a las organizaciones, tales como "asambleas o instituciones religiosas", de modo de introducir en la ley también a "corporaciones, sociedades comerciales, iglesias, patrimonios autónomos, fideicomisos, fundaciones u otras entidades", permitiéndoseles a estas corporaciones, excusarse en la libertad religiosa para hacer reclamos y demandas, "independientemente de si el gobierno es parte en el proceso".

## Crítica

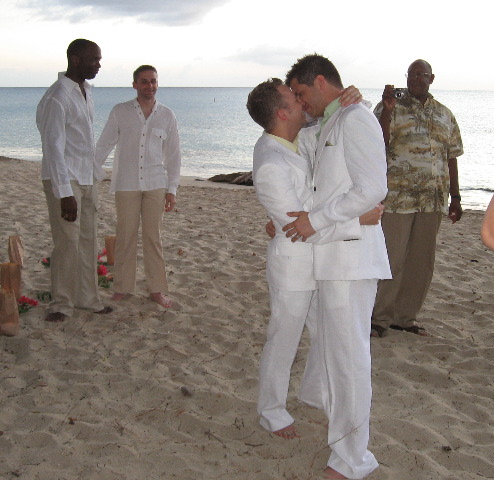
Ceremonia de matrimonio igualitario

Si bien los defensores dijeron que el proyecto de ley tenía la intención de proteger el derecho de los dueños de negocios a rehusarse a brindar servicios basados en objeciones religiosas personales, en realidad era una respuesta directa a la decisión de la Corte Suprema de Nuevo México, en el caso Elane Photography v. Willock. En ese caso se denunció a un negocio que se negó a prestar sus servicios, basado en supuestas razones religiosas, para la fiesta de un matrimonio igualitario. Críticos y algunos pocos medios de comunicación, así como opositores, denunciaron que la verdadera intención era permitirle a las empresas directamente negarse a prestar servicios a la comunidad LGBT, en particular, en los casos de parejas del mismo sexo. Los críticos evidenciaron que el proyecto de ley, en definitiva, habría permitido que todo negocio discriminara a grupos indeterminados de personas, por cualesquiera presuntos argumentos religiosos. Por el contrario, las empresas, los grupos de derechos civiles y grupos de derechos de la comunidad LGBT coincidieron en oponerse al proyecto de ley. Como la ley estatal ya permitía a las empresas rehusarse a brindar servicios a cualquier persona y por cualquier razón, los dueños de negocios notaron que si ya, de todos modos, se les permitía en Arizona no dar servicios a las personas LGBT, esta nueva ley sólo haría que perdieran negocios discriminando, y por eso consideraron que no necesitaban protecciones adicionales, por las cuales hasta podrían terminar siendo demandados. Erwin Chemerinsky, decano de la facultad de derecho de la Universidad de California en Irvine, argumentó que el proyecto de ley era perjudicial y "envía un mensaje de que el estado (Arizona) es intolerante". Los partidarios del proyecto de ley incluyeron dos grupos conservadores, el Center for Arizona Policy y la Alliance Defending Freedom, quienes trabajaron en el proyecto de ley. La conferencia católica de Arizona había pedido a sus asociados que apoyaran el proyecto de ley. Tres legisladores que inicialmente votaron por el proyecto de ley, incluido Whip Adam Driggs de la mayoría del Senado, luego alentaron abiertamente a la gobernadora Brewer a vetarlo.

### Arizona corría el riesgo de perder por segunda vez la celebración de un Super Bowl
La National Football League declaró que estaba "siguiendo el problema en Arizona y continuaría haciéndolo si el proyecto de ley se aprobaba", lo que provocó la preocupación de los líderes empresariales de Arizona, de que la firma del SB1062 llevaría a la retirada, del Super Bowl XLIX de 2015, algo similar a lo ocurrido con el traslado del Super Bowl XXVII a Pasadena, California, después de que Arizona se negara a votar a favor del Día de Martin Luther King Jr. en Arizona, en las elecciones de 1990. Este antecedente negativo para el estado, así como evitar pérdidas millonarias y sufrir un daño en su reputación e imagen, fue uno de los varios argumentos que llevaron a que se vetara el proyecto de ley.

## Legislación similar en otros estados

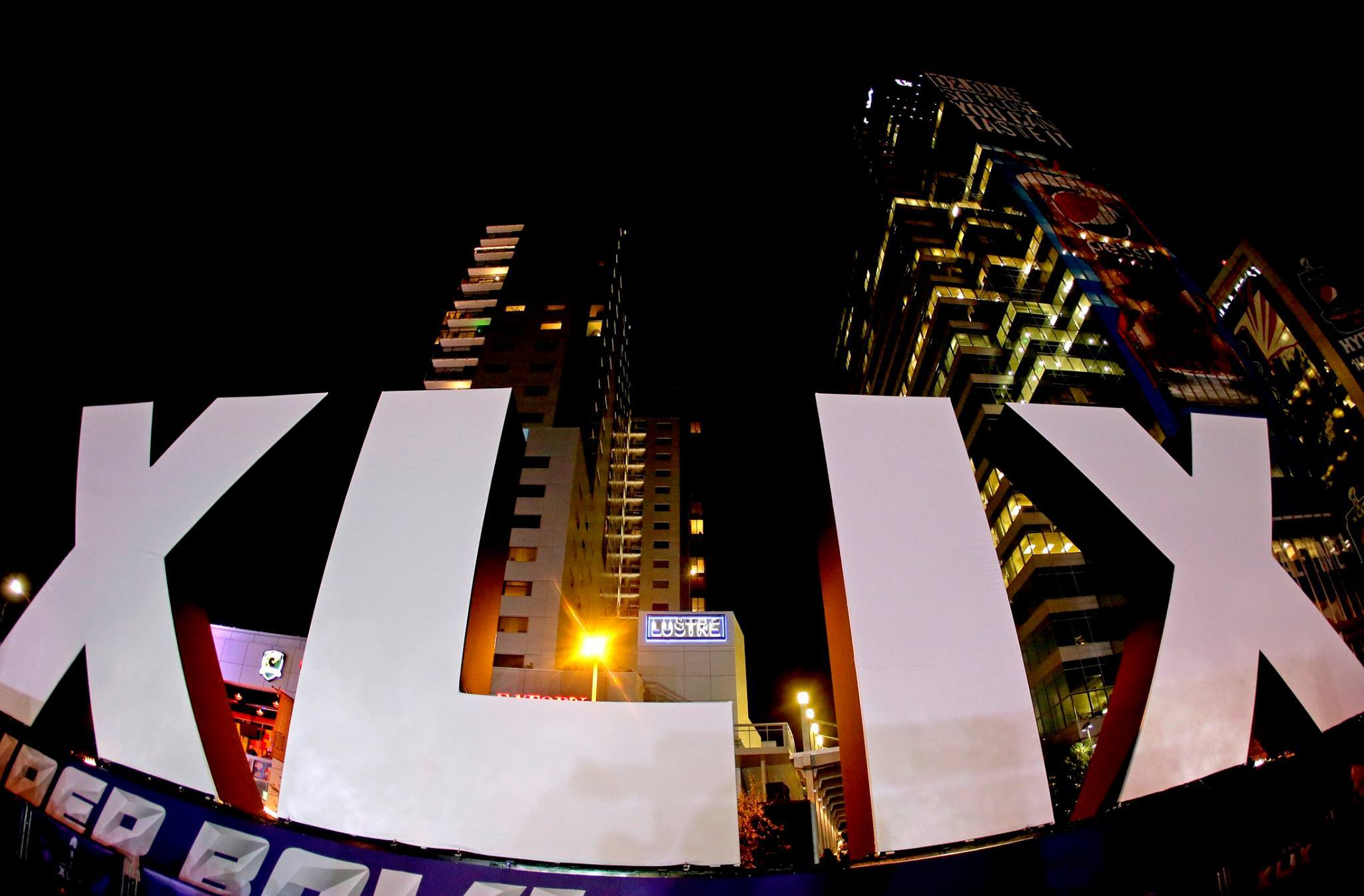
Aunque estuvo a punto de cambiar de sede, el 49 Super Bowl finalmente se celebró, el 1 de febrero de 2015, en Glendale, Arizona

Arizona SB 1062 era similar, en ese momento, a otras leyes estaduales de otros cinco estados: Dakota del Sur, Kansas, Idaho, Tennessee, Colorado y Maine, los cuales todos fallaron, o sufrieron grandes reveses, a partir de febrero de 2014.
Algunos estados, con dispar suerte, intentaron hacer lo mismo, entre ellos:
Arkansas
La Legislatura aprobó la ley de protección de la conciencia que dice estar: "redactada para asegurar que los gobiernos no puedan molestar el libre ejercicio de la religión".
Firmada por el gobernador y vigente desde el 1 de julio de 2015.
Colorado
Proyecto de ley "diseñado para garantizar que los gobiernos no puedan molestar el libre ejercicio de la religión".
No aprobado y rechazado por los partidos políticos, en febrero de 2013.
Georgia
La ley afirmaría el "derecho a actuar o rehusarse a actuar de una manera sustancialmente motivada por un principio o creencia religiosa sincera, ya sea que el ejercicio sea obligatorio o una parte central o un requisito de los principios o creencias religiosas de la persona".
La versión de la Cámara se retiró el 27 de febrero, y no se ha incluido nuevamente en el calendario de esa cámara.
Hawái
La ley declara que "el gobierno no debería molestar sustancialmente el ejercicio religioso sin una justificación convincente".
Rechazado por el Comité Judicial de la cámara el 15 de febrero.
Indiana
La ley de Indiana SB 101 declara que "el gobierno no debería fastidiar sustancialmente el ejercicio religioso sin una justificación convincente".
Aprobado por la Cámara de Representantes y el Senado el 25 de marzo. El entonces gobernador Mike Pence, hoy exvicepresidente de EE. UU., firmó el proyecto de ley aprobado dos días después, y la ley ha estado vigente desde el 1 de julio de 2015.
Idaho
La ley habría permitido negar brindar servicio a personas gay y lesbianas.
Retirado el 19 de febrero.
Kansas
La ley declara que "ninguna persona, entidad religiosa u oficial del gobierno tenía que proporcionar ningún servicio si fuera contrario a las creencias religiosas sinceras de la persona o entidad religiosa en relación con el sexo o el género".
Aprobado por la cámara el 12 de febrero. Los líderes del senado se negaron a aceptar el proyecto de ley, y lo rechazaron.
Maine
La ley declara que "el gobierno no puede infringir la libertad religiosa de una persona, excepto en casos de" interés estatal convincente ".
Rechazado por el senado el 18 de febrero y por la cámara el 20 de febrero.
Misisipí
La ley dice que los gobiernos estatales y locales no pueden imponer una molestia sustancial a las prácticas religiosas.
Aprobado por la cámara y el senado el 1 de abril. El gobernador firmó el proyecto de ley aprobado tres días después, y la ley entró en vigencia el 1 de julio de 2014.
Misuri
La ley permitiría a las personas negar el servicio a gays y lesbianas.
Ninguna acción sobre la ley se adelantó posteriormente.
Nevada
Proyecto de ley "redactado para garantizar que los gobiernos no puedan molestar el libre ejercicio de la religión".
Aprobada por el senado el 22 de abril de 2013, la cámara se negó a aceptarla.
Carolina del Norte
El proyecto de ley prohibiría que el estado o cualquiera de sus agencias y gobiernos locales "impongan una molestia sustancial al libre ejercicio de la religión por parte de una persona".
Ninguna acción sobre la ley se ha adelantado.
Dakota del Norte
La iniciativa de la boleta electoral de junio de 2012 para enmendar la Constitución de Dakota del Norte, enmienda que pretendía evitar que el gobierno impidiera el ejercicio sincero de la libertad religiosa por parte de una persona u organización religiosa, en ausencia de pruebas de un interés gubernamental convincente.
La iniciativa de votación fracasó en las elecciones primarias estatales el 12 de junio de 2012–60,465 votando a favor, sólo un 36 % (107.680 votos).
Oklahoma
La ley habría permitido a las personas negar el servicio a gays y lesbianas.
Al ser reescrito, el proyecto no se volvió a plantear en ninguna otra sesión legislativa.
Ohio
La ley habría permitido a los comerciantes negar el servicio a gais y lesbianas.
Retirado el proyecto el 25 de febrero.
Oregón
La iniciativa de votación "tenía la intención de eximir a una persona de apoyar ceremonias del mismo sexo en violación de creencias religiosas profundamente arraigadas".
No aprobado por votación de la legislatura.
Dakota del Sur
La ley tenía la intención de "proteger a los ciudadanos y las empresas de Dakota del Sur con respecto al discurso relacionado con los puntos de vista sobre la orientación sexual, y proporcionar la defensa de dichos ciudadanos y empresas".
Rechazado por el comité judicial del senado el 18 de febrero.
Tennessee
La legislatura aprobó la ley de restauración de la libertad religiosa de Kentucky, que cita; "el gobierno no molestará sustancialmente la libertad de religión de una persona. El derecho a actuar o rehusarse a actuar, de una manera motivada por una creencia religiosa sincera, no puede tener una carga sustancial a menos que el gobierno demuestre con evidencia clara y convincente, que hay un interés en infringir el acto específico o negativa a actuar y ha utilizado los medios más restrictivos de derechos para promover ese interés. Una "molestia" incluirá cargas indirectas como la retención de beneficios, la evaluación de sanciones o la exclusión de programas o el acceso a instalaciones ".

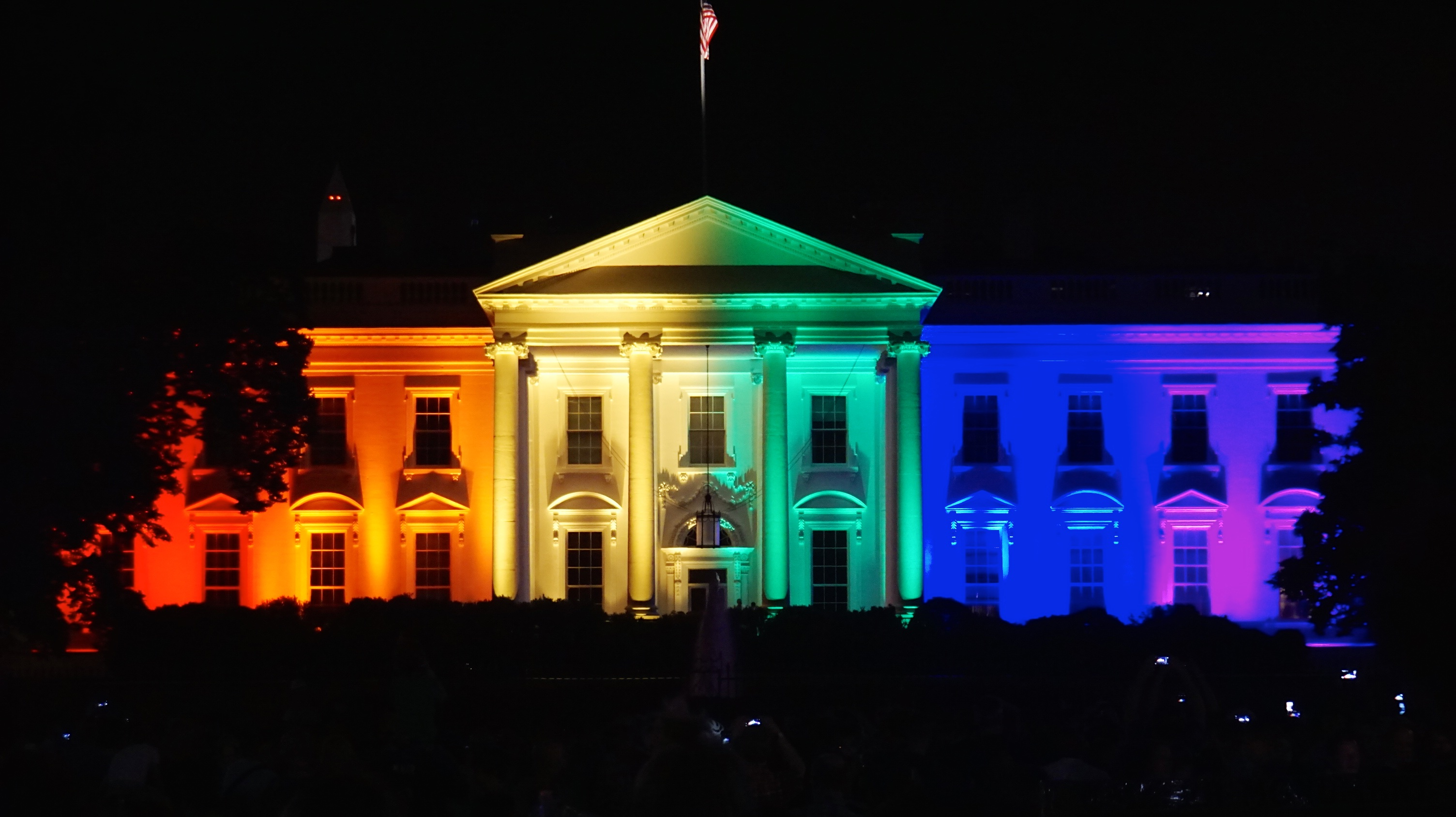
La Casa Blanca iluminada con los colores de la bandera LGBT (26 de junio de 2015)

El gobernador la promulgó y entró en vigencia el 1 de julio de 2014.
Utah
La ley habría permitido a las personas negar el servicio a gays y lesbianas.
La legislatura se negó a acoger el proyecto de ley, a raíz de la lucha por el matrimonio igualitario en el estado.
Virginia Occidental
La ley requeriría que el gobierno muestre un interés convincente si decide hacer cumplir una ley que carga sustancialmente las creencias religiosas de uno.
El proyecto de ley no ha tenido ningún trámite.